# Nat Geo People
Nat Geo People – kanał telewizyjny należący do Fox International Channels, nadający programy dokumentalno-rozrywkowe. Przed udostępnieniem w Polsce, stację uruchomiono w Turcji, Włoszech i Niemczech. Start stacji w Polsce miał miejsce 1 października 2015 roku i wówczas stacja była dostępna  dla abonamentów platform satelitarnych Cyfrowego Polsatu i nc+. 25 marca 2016 roku stacja pojawiła się również w ofercie telewizji kablowej UPC.

## Logo
| Data                                  | Opis | Ilustracja |
| ------------------------------------- | --- | ---------- |
| 1 października 2015 - 2 września 2018 | Żółta ramka, obok napis NAT GEO, pod nim napis people. Obok napisu people czarny kwadrat z białym napisem HD. |            |
| od 3 września 2018                    | Podobne do poprzedniego, ale czarny kwadrat z białym napisem "HD" został usunięty.                            |            |